# Plaça de Santiago Rusiñol i carrer de la Merceria
La Plaça de Santiago Rusiñol i carrer de la Merceria és una obra de Tarragona protegida com a Bé Cultural d'Interès Local.

## Descripció
Antiga plaça de les Cols, està documentada com a mercat de la verdura des d'època medieval. Durant el segle xiv, amb la consagració de la Catedral el 1331, es porta a terme la construcció dels porxos de Merceria. Plaça amb un rellevant paper cultural en portar-se a terme manifestacions significatives durant les festes patronals de la ciutat.
Els porxos del carrer de la Merceria, construïts al segle xiv, formen la base de la façana de tota una illa de cases des de les escales de la Catedral fins a la baixada del Patriarca. La majoria dels arcs són gòtics, i els pilars estan atalussats per compensar la tendència de les cases a baixar cap al carrer.